# Kałdus
Kałdus (deutsch Kaldus; 1942–1945 Kalthaus) ist ein etwa drei Kilometer südwestlich von Chełmno (Culm) in Polen gelegenes Dorf. Es gehört zur Landgemeinde Chełmno und hat 230 Einwohner.

## Archäologische Ausgrabungen
Am Góra św. Wawrzyńca (Lorenzberg), einer Geländeerhöhung im Norden des Dorfes, entstand im frühen Mittelalter während der Herrschaft der Piasten eines der größten Wirtschafts- und Verwaltungszentren an der Weichsel. Seit 1996 durchgeführte archäologische Forschungen der Universität Toruń, die an seit dem späten 19. Jahrhundert vorgenommene Ausgrabungen anschließen, haben die Existenz einer nicht vollendeten frühromanischen Basilika aus der ersten Hälfte des 11. Jahrhunderts sowie großer Gräberfelder, unter anderem mit Kammergräbern von Siedlern skandinavischer Herkunft, nachgewiesen.